# Norman Howard Bangerter
Norman Howard Bangerter (West Valley City, 4 de janeiro de 1933 - Murray, 14 de abril de 2015) foi um político estadunidense filiado ao Partido Republicano. Foi governador do estado americano do Utah.
Membro da Igreja de Jesus Cristo dos Santos dos Últimos Dias e filho de William Henry Bangerter e Isabelle Bawden, Norman serviu a Marinha dos Estados Unidos durante a Guerra da Coréia e no seu retorno para casa, matriculou-se na Universidade Brigham Young e mais tarde na Universidade de Utah. Atuou na indústria da construção e iniciou sua carreira na política, quando foi eleito para a Assembléia Legislativa do Estado de Utah, cumprindo mandato de 1974 até 1984.